# Eugeni (prefecte)
Eugeni (en llatí Eugenius, en grec antic Ευγένιος) era prefecte del Pretori d'Orient entre els anys 540/547. Va ser l'autor d'un edicte sobre els comptes dels publicans, que es va incloure en la col·lecció d'edictes coneguda per Edicta praefectorum praetorio.